# Seznam rakouských císařoven

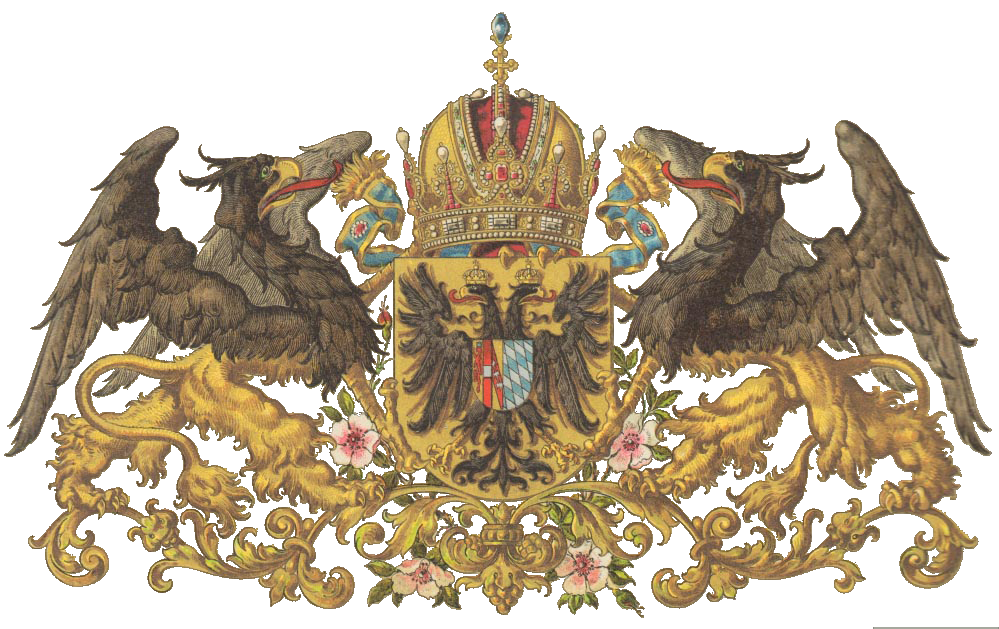
Erb císařovny Alžběty Bavorské

Toto je seznam rakouských císařoven, manželek rakouských císařů, což byl titul panovníků středoevropské habsbursko-lotrinské monarchie od roku 1804. 
Prvním panovníkem s tímto titulem byl František I., dřívější panovník Svaté říše římské. František tak chtěl zachovat pro svůj rod císařskou hodnost. Jeho pokračovatelé měli titul rakouského císaře až do rozpadu Rakouska-Uherska v roce 1918, byli to Ferdinand I. Dobrotivý, František Josef I. a Karel I. V roce 1918 se Rakousko stalo republikou stejně jako ostatní země bývalé monarchie.
Rakouské císařovny byly rovněž uherskými, chorvatskými a českými královnami.

## Manželky panovníků z Habsbursko-Lotrinské dynastie
| Portrét | Jméno                           | Dynastie                      | Narození          | Sňatek          | Císařovnou od     | Císařovnou do     | Úmrtí           | Manžel                 |
| ------- | ------------------------------- | ----------------------------- | ----------------- | --------------- | ----------------- | ----------------- | --------------- | ---------------------- |
|         | Marie Tereza Neapolsko-Sicilská | Bourboni                      | 6. červen 1772    | 15. srpen 1790  | 11. srpen 1804    | 13. duben 1807    | 13. duben 1807  | František I.           |
|         | Marie Ludovika Beatrix z Modeny | Habsbursko-Lotrinská dynastie | 14. prosinec 1787 | 6. leden 1808   | 6. leden 1808     | 7. duben 1816     | 7. duben 1816   | František I.           |
|         | Karolína Augusta Bavorská       | Wittelsbachové                | 8. únor 1792      | 29. říjen 1816  | 29. říjen 1816    | 2. březen 1835    | 9. únor 1873    | František I.           |
|         | Marie Anna Savojská             | Savojové                      | 19. září 1803     | 12. únor ? 1831 | 2. březen 1835    | 2. prosinec 1848  | 4. květen 1884  | Ferdinand I. Dobrotivý |
|         | Alžběta Bavorská                | Wittelsbachové                | 24. prosinec 1837 | 24. duben 1854  | 24. duben 1854    | 10. září 1898     | 10. září 1898   | František Josef I.     |
|         | Zita Bourbonsko-Parmská         | Bourboni                      | 9. květen 1892    | 13. červen 1911 | 21. listopad 1916 | 11. listopad 1918 | 14. březen 1989 | Karel I.               |
| Portrét | Jméno                           | Dynastie                      | Narození          | Sňatek          | Císařovnou od     | Císařovnou do     | Úmrtí           | Manžel                 |